# Olej z pšeničných klíčků

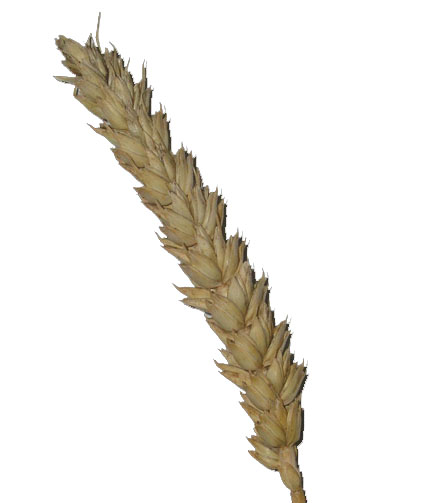
Pšeničný klas

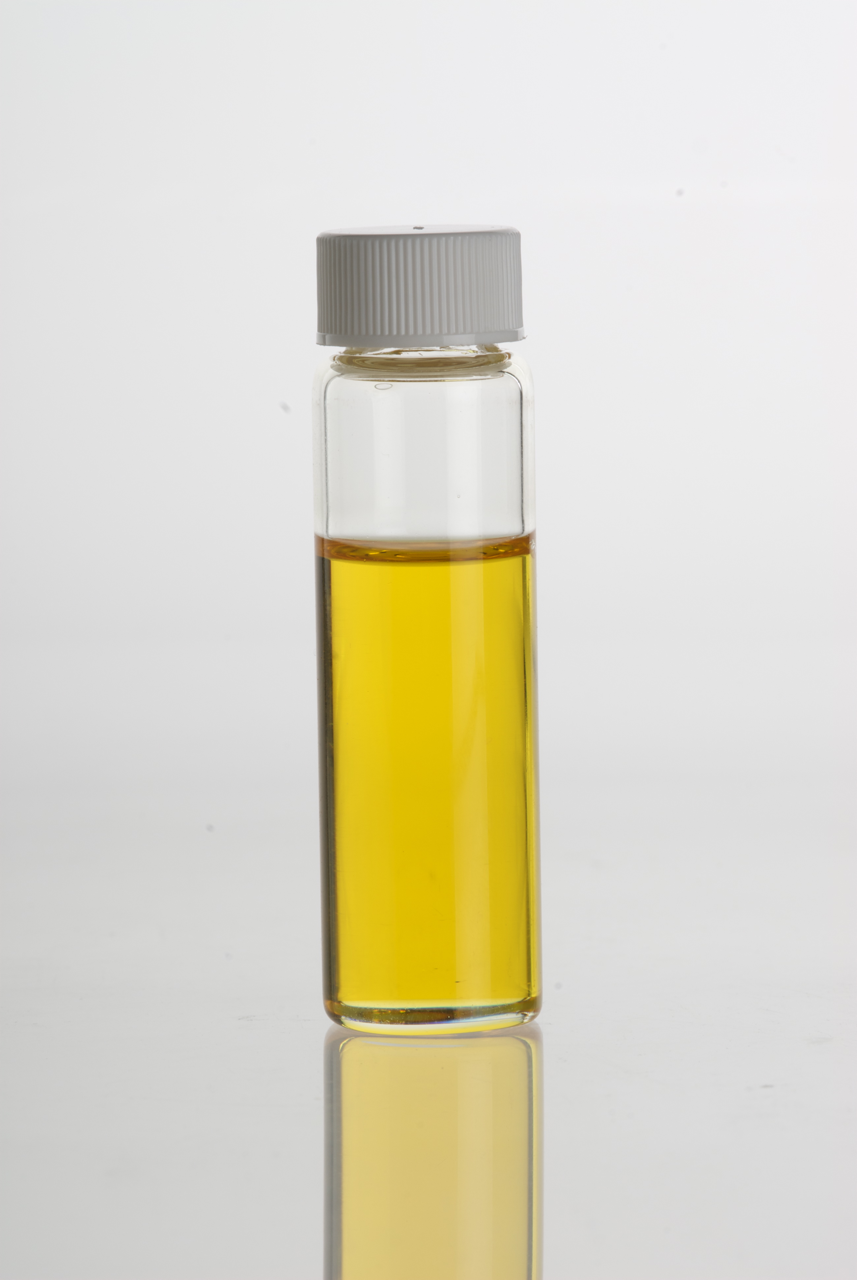
Olej z pšeničných klíčků v čiré ampuli

Olej z pšeničných klíčků je olej získávaný mechanickým lisováním klíčících pšeničných obilek za studena. Přitom na klíček připadá jen 2,5 % hmotnosti obilného zrna. Olej má antioxidační účinky a obsahuje množství tělu prospěšných látek, jako například Fytosterol, vitamíny A, B, B3, D a E, lecitin, nebo minerály železo, draslík, fosfor a zinek. Je zejména bohatý na oktanosol – nasycený primární mastný alkohol s 28 atomy uhlíku v molekule, který je součástí různých rostlinných vosků. Oktakosanol byl studován jako látka zvyšující fyzickou výkonnost. Velmi dlouhé molekulární řetězce, jež mastné alkoholy získávají od rostlinných vosků a včelího vosku, údajně snižují u lidí hladinu cholesterolu v krvi.
Olej z pšeničných klíčků má také vysoký obsah vitamínu E. Jeho 255 miligramů na 100 gramů znamená nejvyšší obsah vitamínu E u potravin, které neprošly předchozí vitamínovou úpravou či fortifikací. Jako potravinářský olej je olej z pšeničných klíčků silně aromatický (má zvláštní typickou vůni obilí), drahý a podléhá snadno zkáze. Obsahuje následující mastné kyseliny:
| Component                     | g/100g |
| ----------------------------- | ------ |
| Kyselina linolová (omega-6)   | 55     |
| Kyselina palmitová            | 16     |
| Kyselina olejová              | 14     |
| Kyselina linolenová (omega-3) | 7      |
Olej rovněž zlepšuje proudění v krevním oběhu a dobu percepčně-motorických reakcí (viz Senzomotorické učení). Používá se též při léčbě některých kožních problémů, jako jsou jizvy či záněty. Hodí se rovněž pro hydrataci a zklidnění pokožky.
Olej je hustý a má zlatavou barvu. Snadno se vstřebává do pokožky, což z něj činí účinný hydratační a zklidňující prostředek. Látky, jež obsahuje, chrání též před ultrafialovým zářením a současně zvláčňují, vyživují a hydratují pokožku. Proto bývá častou složkou přírodních kosmetických přípravků, například šamponů, kondicionérů nebo krémů určených pro suchou nebo poškozenou pleť.